# Portret Wilhelma Jouvenel des Ursins
Portret Guillaume'a Jouvenel des Ursis (Wilhelma Jouvenel des Ursins) – obraz francuskiego malarza Jeana Fouqueta.
Pierwotnie atrybucja obrazu była przypisywana Albrechtowi Dürerowi, a następnie Michaelowi Wolgemutowi. Dopiero w 1860 roku niemiecki historyk sztuki Gustav Friedrich Waagen, po raz pierwszy przypisał obraz Jeanowi Fouquetowi.

## Opis obrazu
Portret przedstawia Guillaume'a Jouvenel des Ursins, kanclerza Karola VII i Ludwika XI. Jean Fouquet wielokrotnie podejmował zlecenia najważniejszych dostojników francuskich; był malarzem nadwornym u dwóch kolejnych władców. Portret powstał ok. 1456 roku, już po powrocie Fouqueta z podróży po Włoszech. Jego pobyt w kolebce renesansu zaowocował zaadaptowaniem stylu mistrzów włoskiego quattrocenta m.in. Mantegny, Piera della Francesca czy Messiny. By to pierwszy portret, który Fouquet namalował w stylu renesansowym.    
.

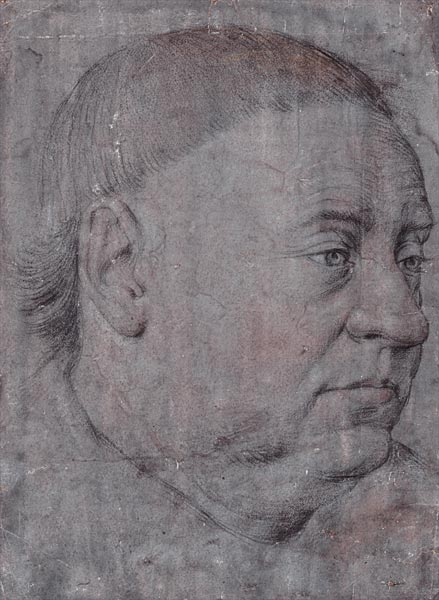
Rysunek przygotowawczy do portretu Guillaume Jouvenel. Obecnie znajduje się w Gabinecie Rycin w Berlinie

Guillaume Jouvenel ukazany został na tle bogato zdobionej kompozycji architektonicznej nawiązującej do włoskich budowli renesansowych. Postać kanclerza zwrócona jest en trois quarts w prawo, w pozycji klęczącej z dłońmi złożonymi do modlitwy. Przed nim, na ołtarzu, widać otwarty modlitewnik leżący na poduszce w czerwone, żółte i białe pasy. Model ubrany jest w czerwony płaszcz z kołnierzem i mankietami z brązowego futra, podobnymi do tego z Portretu Karola VII. Czerwień płaszcza odbija się na mięsistej twarzy o wyraźnie zaznaczonych rysach i wąskich ustach. Z twarzy kanclerza bije powaga i dostojność. Tłem dla postaci są renesansowe pilastry pokryte bogatą, precyzyjnie odtworzoną ornamentyką.          
Jean Fouquet wykonał rysunek przygotowawczy do portretu Jouvenela (obecnie w Gabinecie Rycin w Berlinie). Realizm artysty nawiązuje do twórczości van Eycka, zwłaszcza do postaci kanonika van der Peale. Inną analogią do twórczości van Eycka jest fakt, iż kanclerz został przedstawiony, wbrew temu co nakazywała tradycja dyptyków dewocyjnych, osobno bez świętego protektora, podobnie jak w Madonnie kanclerza Rolina.    

## Historia obrazu i datowanie
Istnieje kilka hipotez dotyczących okoliczności powstania portretu. Być może był częścią dyptyku na co wskazuje pozycja modela: mocno odwrócona w prawą stronę z dłońmi złożonymi do modlitwy. Na drugiej części dyptyku mógł znajdować się wizerunek Madonny z Dzieciątkiem. Według francuskiego historyka François Avrila jest prawdopodobne, że portret był częścią tryptyku a na trzeciej części znajdował się wizerunek żony kanclerza Genevieve Heron. Również powód, dla którego został wykonany portret lub jego zleceniodawca pozostaje nieznany. Istnieją dwie prawdopodobne hipotezy. Pierwsza zakłada, iż obraz został zamówiony do kaplicy rodzinnej rodu Ursins znajdującej się w Katedrze Notre-Dame w Paryżu, gdzie mieści się grób ojca modela, Jeana Jouvenela oraz jego portret (obecnie przechowywany w Musée de Cluny). Według drugiej hipotezy portret został wykonany dla katedry Saint Gatien w Tours, gdzie Jouvenel został pochowany obok swojej żony. Katedra została zniszczona przez wojska hugenotów w 1562 roku co może tłumaczyć fakt zaginięcia pozostałych części dzieła.      
Również datowanie panelu nie jest pewne. Według Edit Lajty czy Krystyny Secomskiej portret powstał ok. roku 1455. Jednakże postać przedstawionego kanclerza jest znacznie starsza niż ta ukazana na frontonie rękopisu Mare historiarum de Jouvenel des Ursins datowanego na lata 1447-1455, czy na portrecie rodzinnym z Musée de Cluny z lat 1445-1449. Analiza wieku drewna na którym powstał portret wskazywała na lata ok. 1455, ale drewno musiało mieć minimum dziesięć lat by mogło być użyte jako podkład dla obrazu. Wszystko to ma wskazywać na lata powstania panelu pomiędzy 1460 a 1465 rokiem.         
Obraz znajdował się w zbiorach François Roger de Gaignières, francuskiego genealoga, antykwariusza i kolekcjonera, i jest wymieniany w katalogu jego zbiorów. W 1835 roku został przejęty przez muzeum Luwr z kolekcji hrabiego Hamela. 